# Pantera z Rudraprayag

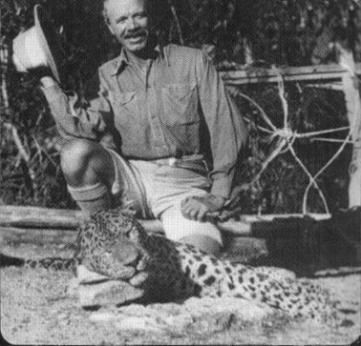
Jim Corbett po zabiciu pantery jesienią 1925

Pantera z Rudraprayag – pantera-ludojad, grasująca w okolicach Rudraprayag w Indiach w latach 1918–1925. W tym czasie zabiła około 125 osób. 
Przez 8 lat mieszkańcy nie odważali się poruszać drogą prowadzącą pomiędzy hinduistycznymi świątyniami Kedarnath i Badrinath, jako że droga ta przechodziła przez terytorium pantery. Strach doprowadził do tego, że miejscowi wieśniacy rzadko kiedy opuszczali swoje domy. Pantera nauczyła się wybijać drzwi, wskakiwać przez okna albo nawet przedziurawiać pazurami cienkie gliniane ściany.
Rosnąca liczba ofiar doprowadziła do interwencji Brytyjskiego Parlamentu, który zlecił zabicie zwierzęcia słynnemu myśliwemu wielkich kotów, Jimowi Corbettowi. Dokonał tego jesienią 1925 po rozpoznaniu dróg przemieszczania się zwierzęcia. W Rudraprayag nadal stoi znak w miejscu upolowania pantery.